# Maxi Rolón
Maximiliano Brian Rolón (Rosario, 19 de enero de 1995-Pujato, 14 de mayo de 2022), conocido deportivamente como Maxi Rolón, fue un futbolista argentino. Jugó como delantero. Fue también internacional con la selección sub-20 de Argentina.
Era hermano gemelo del también futbolista Leonardo Rolón.

## Trayectoria
Tuvo sus inicios en Oroño, un club de barrio de Rosario (Argentina), despertando interés desde muy joven. Por problemas familiares continuó su desarrollo en Central Oeste, de la misma ciudad. A los 10 años viajó a España para probar suerte en las filas del F. C. Barcelona.
Nuevamente en 2010 tuvo una prueba para los azulgrana, esta vez con su hermano Leonardo Rolón; consiguió un progreso marcando goles por las diversas categorías menores. La temporada 2013/14 se consolidó en la plantilla del juvenil A, dirigida por Jordi Vinyals, logrando conquistar la Liga y la Liga Juvenil de la UEFA, además de alcanzar la final de la Copa del Rey Juvenil, en la que marcó 2 goles.
En el comienzo de la Temporada 2014/15, es ascendido al F. C. Barcelona "B", el filial azulgrana, junto a otros 7 jugadores. Disputó la pretemporada con el filial dirigido por Eusebio Sacristán, ya formando gran parte del equipo.
En enero de 2016, tras jugar siete partidos en Segunda División con el F. C. Barcelona "B" y 17 partidos en Segunda División B, rescinde su contrato con el cuadro azulgrana tras cinco años y se marchó al Santos, donde apenas juega.
Más tarde, volvió a España para jugar en Segunda con el CD Lugo, aunque solo disputó dos partidos y como suplente. De ahí fue al Arsenal de Sarandí argentino y después al Coquimbo Unido chileno. 
En noviembre de 2018 regresó a España para jugar en las filas del Pubilla Casas de la segunda catalana. El 9 de febrero de 2019 firmó con el Fuerza Amarilla de la primera división de Ecuador, en el que jugó hasta septiembre de 2019. El 2021 jugó en Al-Diwaniya FC de la primera división de Irak.

## Fallecimiento
Murió junto con su hermano, el también futbolista Ariel Rolón, el 14 de mayo de 2022 debido a las heridas provocadas en un accidente de tráfico cerca de Casilda, Santa Fe. Ambos serían sepultados en el cementerio de dicha localidad, con la asistencia de amigos y familiares. El futbolista hispano-marroquí Munir El Haddadi, compañero de plantel y amigo personal de Rolón, manifestó su pesar mediante una historia en su Instagram:

Descansa en paz, amigo mío.

## Perfil técnico
Podía jugar en cualquiera de las tres posiciones del ataque, aunque el extremo era la que más se adecuaba a sus características. Aunque no era un jugador típico del fútbol base azulgrana, aportaba muchas otras cosas como la presión, la lucha y el gol, ya que veía puerta con facilidad.

## Selección nacional

### Selección Argentina Sub-20

#### Sudamericano Sub-20
El 6 de enero de 2015, Humberto Grondona, técnico de la Selección Argentina sub-20, entregó la lista con los 32 futbolistas para el campeonato sudamericano sub-20 en Uruguay, en el cual estaba incluido Maxi Rolón, junto a su hermano Leonardo Rolón.
El 10 de enero, Humberto Grondona dio la lista final de 23 convocados para el Sudamericano Sub-20, en la que ingresaron Maxi y su hermano.
El 14 de enero la Selección Argentina Sub-20 tuvo su debut en el Sudamericano Sub-20 contra la Selección de Ecuador Sub-20 en lo que fue una gran goleada 5-2 a favor de la albiceleste. Los goles los marcaron Correa a los 20 minutos, Martínez a los 32, Monteseirín 9 minutos después y Giovanni Simeone en dos ocasiones El 16 de enero en la segunda fecha del torneo para ratificar su gran nivel en el primer partido la Selección Argentina Sub-20 tendría un duro golpe al perder 0-1 contra la Selección de Paraguay Sub-20 que se colocó por el momento como puntero de grupo.
El 18 de enero tras el duro golpe de la derrota pasada la Selección Argentina Sub-20 derrotó hoy con amplitud a su par de Selección de Perú Sub-20, por 6-2.
El 26 de enero arrancó el hexagonal final del Sudamericano Sub-20 que tuvo en su primera fecha que enfrentar a la Selección de Perú Sub-20 rival que en la primera fase del torneo había goleado, en este, partido también obtuvo la victoria pero tan solo 2-0 con goles de Giovanni Simeone y de Ángel Correa, que cuando el partido estaba en su momento más difícil vio al arquero adelantado y sacó un remate con la derecha que pasó por encima del arquero que se metió en el arco.
El 1 de febrero se jugó el superclásico de las Américas con el eterno rival de Argentina, Brasil, transcurridos 86 minutos y cuando el partido pintaba para empate 0-0, Angelito Correa tomó la pelota en el círculo central, mandó un pase bochinesco de cachetada asistió a Rolón que anotó el primer gol. Contreras en el último minuto marcaría de cabeza para redondear la agónica victoria 2-0 a Brasil.
El 4 de febrero Argentina jugó contra el rival que lo venciera 1-0 en fase de grupos, Selección de Paraguay Sub-20. Con ánimos revanchistas, Selección Argentina Sub-20 salió a ser protagonista desde el comienzo, y fue a los 17 minutos que Tomás Martínez, desde el círculo central le mandó un pase a Angelito Correa, que estaba adelante y ligeramente a la derecha. De zurda Correa realizó un dribbling en que gambeteó a 3 paraguayos, y acto seguido remató al arco. El arquero paraguayo Tomás Coronel tapó el disparo, pero dio rebote y ahí estaba Simeone, para abrir el marcador. Argentina terminó goleando 3-0.
El 7 de febrero de 2015 se jugó la última fecha del hexagonal contra el local y organizador del torneo, Uruguay, en la práctica era una final ya que previo a disputarse esta fecha la Selección Argentina Sub-20 era puntera y Uruguay era escolta, Uruguay debía ganar sí o sí para salir campeón, cualquier otro resultado le daba el campeonato a Argentina. Uruguay salió a atropellar al rival, usando a su favor su condición de local con 60 000 hinchas uruguayos que reventaban las tribunas del Estadio Centenario, y efectuando una fuerte presión, se puso arriba del marcador ni bien arrancó el partido con un gol a los 7 minutos de Gastón Pereiro. Sin embargo, Argentina se reorganizó y comenzó a apoderarse de la lucha del mediocampo, comenzó a tener más iniciativa y recibió su premio cuando a los 35 minutos empató. Pero fue a los 81 minutos Correa, quien tras haber estado prácticamente todo el partido realizando dribblings por derecha, gambeteó una vez más y se sacó a 2 uruguayos de encima, definió por abajo del arquero uruguayo Gastón Guruceaga, y de esta forma Argentina dio vuelta el marcador y sentenció el 2-1 silenciando a uruguayos y con desazón cómo Argentina se coronaba campeona del Sudamericano Sub-20.

#### Copa Mundial Sub-20
El 13 de mayo de 2015 Humberto G rondona confirmó la lista de 21 futbolistas que representarián a la Selección Sub-20 en el Mundial de Nueva Zelanda en la cual se encontraba Maxi Rolón.El plantel viajó el lunes 18 de mayo hacia Tahití, donde disputó dos amistosos ante la selección local, y el 25 de mayo llegó a Wellington para debutar el 30 de mayo ante Panamá.
El 21 de mayo en el primer amistoso preparatorio jugado antes del Mundial de Nueva Zelanda la Selección Argentina Sub-20 perdió en Tahití por 3-1 ante el representativo mayor de ese país, en un encuentro amistoso jugado en el Estadio Pater Te Hono Nui.
El 24 de mayo jugó el segundo amistoso, y último antes de viajar a Nueva Zelanda para disputar el Mundial, contra Tahití y esta vez la albiceleste se impuso por 4 a 1, con goles de Ángel Correa, Monteseirín, Simeone y Emiliano Buendía, mostrando buen manejo de la pelota y contundencia en ataque.

#### Participaciones con la selección
| Competencia              | Sede          | Resultado     | PJ | Goles |
| ------------------------ | ------------- | ------------- | -- | ----- |
| Sudamericano Sub-20 2015 | Uruguay       | Campeón       | 3  | 1     |
| Copa Mundial Sub-20 2015 | Nueva Zelanda | Primera Ronda | 0  | 0     |

## Estadísticas

### Clubes
Actualizado al último partido disputado el 4 de junio de 2019.
| F. C. Barcelona "B" · España | 2.ª           | 2014-15       | 7  | - | - | - | Inaccesibles | Inaccesibles | 7  | 0 | 0    |
| F. C. Barcelona "B" · España | 2.ª B         | 2015-16       | 17 | 2 | - | - | Inaccesibles | Inaccesibles | 17 | 2 | 0,12 |
| F. C. Barcelona "B" · España | Total club    | Total club    | 24 | 2 | 0 | 0 | 0            | 0            | 24 | 2 | 0,08 |
| Santos F. C. · Brasil | 1.ª           | 2016          | 2  | - | 3 | - | -            | -            | 5  | 0 | 0    |
| Santos F. C. · Brasil | Total club    | Total club    | 2  | 0 | 3 | 0 | 0            | 0            | 5  | 0 | 0    |
| C. D. Lugo · España | 2.ª           | 2016–17       | 2  | - | - | - | -            | -            | 2  | 0 | 0    |
| C. D. Lugo · España | Total club    | Total club    | 2  | 0 | 0 | 0 | 0            | 0            | 2  | 0 | 0    |
| C. A. Arsenal Argentina | 1.ª           | 2017–18       | 4  | - | - | - | -            | -            | 4  | 0 | 0    |
| C. A. Arsenal Argentina | Total club    | Total club    | 4  | 0 | 0 | 0 | 0            | 0            | 4  | 0 | 0    |
| Coquimbo Unido · Chile | 1.ª B         | 2018          | 15 | - | 3 | 3 | -            | -            | 18 | 3 | 0,17 |
| Coquimbo Unido · Chile | Total club    | Total club    | 15 | 0 | 3 | 3 | 0            | 0            | 18 | 3 | 0,17 |
| Fuerza Amarilla S. C. · Ecuador | 1.ª           | 2019          | 8  | - | - | - | -            | -            | 8  | 0 | 0    |
| Fuerza Amarilla S. C. · Ecuador | Total club    | Total club    | 8  | 0 | 0 | 0 | 0            | 0            | 8  | 0 | 0    |
| Total carrera | Total carrera | Total carrera | 55 | 2 | 6 | 3 | 0            | 0            | 61 | 5 | 0,09 |
| (1) Incluye datos de Copa de Brasil (2016); Copa Chile (2018). En caso de equipo filial se refiere a partidos de play-off de ascenso. (2) Sin participaciones. (3) No incluye datos de partidos amistosos. |               |               |    |   |   |   |              |              |    |   |      |

### Hat-tricks
Partidos en los que anotó tres o más goles:
 Actualizado de acuerdo al último partido jugado el 24 de febrero de 2018.
| 1 | 30 de abril de 2018 | Estadio Municipal de Quillota, Quillota | Deportes Recoleta - Coquimbo Unido | Anotado · Anotado · Anotado | 0 - 4 | Copa Chile 2018 |

### Selección nacional
- Actualizado hasta el 25 de marzo de 2015.

| Selección                  | Año   | Amistosos | Amistosos | Amistosos | Eliminatorias | Eliminatorias | Eliminatorias | Copa Mundial | Copa Mundial | Copa Mundial | Copa América | Copa América | Copa América | Sudamericano Sub-20 | Sudamericano Sub-20 | Sudamericano Sub-20 | Copa Mundial Sub-20 | Copa Mundial Sub-20 | Copa Mundial Sub-20 | Juegos Olímpicos | Juegos Olímpicos | Juegos Olímpicos | Total | Total | Total |
| Selección                  | Año   | PJ        | G         | A         | PJ            | G             | A             | PJ           | G            | A            | PJ           | G            | A            | PJ                  | G                   | A                   | PJ                  | G                   | A                   | PJ               | G                | A                | PJ    | G     | A     |
| -------------------------- | ----- | --------- | --------- | --------- | ------------- | ------------- | ------------- | ------------ | ------------ | ------------ | ------------ | ------------ | ------------ | ------------------- | ------------------- | ------------------- | ------------------- | ------------------- | ------------------- | ---------------- | ---------------- | ---------------- | ----- | ----- | ----- |
| Argentina Sub 20 Argentina | Año   |           |           |           |               |               |               |              |              |              |              |              |              |                     |                     |                     |                     |                     |                     |                  |                  |                  |       |       |       |
| 2015                       | 2     | 0         | 0         | -         | -             | -             | -             | -            | -            | -            | -            | -            | 3            | 1                   | 0                   | -                   | -                   | -                   | -                   | -                | -                | 5                | 1     | 0     |       |
| Subtotal                   | 2     | 0         | 0         | -         | -             | -             | -             | -            | -            | -            | -            | -            | 3            | 1                   | 0                   | -                   | -                   | -                   | -                   | -                | -                | 5                | 1     | 0     |       |
| Total                      | Total | 2         | 0         | 0         | -             | -             | -             | -            | -            | -            | -            | -            | -            | 3                   | 1                   | 0                   | -                   | -                   | -                   | -                | -                | -                | 5     | 1     | 0     |

#### Detalle
| 1     | 16-01-2015 | Profesor Alberto Suppici, Colonia, Uruguay | Argentina  | 0-1 | Paraguay  |   |   | Sudamericano Sub-20 |
| 2     | 22-01-2015 | Profesor Alberto Suppici, Colonia, Uruguay | Argentina  | 3-0 | Bolivia   |   |   | Sudamericano Sub-20 |
| 3     | 01-02-2015 | Gran Parque Central, Montevideo, Uruguay   | Argentina  | 2-0 | Brasil    |   |   | Sudamericano Sub-20 |
| 4     | 21-05-2015 | Pater Te Hono Nui, Papeete, Tahití         | Tahití     | 3-1 | Argentina |   |   | Amistoso            |
| 5     | 24-05-2015 | Pater Te Hono Nui, Papeete, Tahití         | Argentina  | 4-1 | Tahití    |   |   | Amistoso            |
| Total | Total      | Total                                      | Presencias | 5   | Goles     | 1 | 0 |                     |

## Palmarés

### Campeonatos nacionales
| Título                    | Club                      | País   | Año  |
| ------------------------- | ------------------------- | ------ | ---- |
| División de Honor Juvenil | F. C. Barcelona Juvenil A | España | 2013 |
| Primera B                 | Coquimbo Unido            | Chile  | 2018 |

### Campeonatos internacionales
| Título                  | Club                   | Sede    | Año  |
| ----------------------- | ---------------------- | ------- | ---- |
| Liga Juvenil de la UEFA | F. C. Barcelona        | Suiza   | 2014 |
| Sudamericano Sub-20     | Selección de Argentina | Uruguay | 2015 |